# Кіндальське сільське поселення
Кінда́льське сільське поселення (рос. Киндальское сельское поселение) — сільське поселення у складі Каргасоцького району Томської області Росії.
Адміністративний центр — село Кіндал.
Населення сільського поселення становить 200 осіб (2019; 227 у 2010, 270 у 2002).

## Склад
До складу сільського поселення входять:
| Населений пункт      | Населення, осіб (2002) | Населення, осіб (2010) |
| -------------------- | ---------------------- | ---------------------- |
| Казальцево, присілок | 25                     | 19                     |
| Кіндал, село         | 245                    | 208                    |